# 毛抜形刀
毛抜形刀（けぬきがたとう）は、平安時代前期に方頭共鉄造から変化して発生したとされる刀。

## 歴史
方頭共鉄造が北海道まで分布を広げる時期と重なる9世紀後半から11世紀前半に北海道から東北地域で出現することが指摘されている。
同時期の方頭共鉄刀との大きな違いは柄に長方形の透かしが入ることで、一方では形態や大きさが似ており、刀身の長さは概ね60cm未満で、方頭の柄頭、共鉄柄、平造り、柄が反り、刀身にも反りが認められる。このことから考古学的に出現時期や出現地域、形態的特徴などからみて、方頭共鉄造から変化して発生した刀であると考えられている。方頭共鉄造とともに金銅装飾のものが認められて装飾性が高まり、儀仗としての性格が強まると考えられる。
近年の考古学的研究によれば毛抜形太刀は、方頭共鉄刀から変化・発生した毛抜形刀がさらに型式変化して出現した太刀とされる。